# Jorge Isaacs
Jorge Isaacs (Cali, 1º aprile 1837 – Ibagué, 17 aprile 1895) è stato uno scrittore, giornalista e politico colombiano.

## Biografia

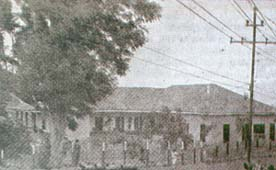
Casa del quartiere El Peñón dove Jorge Isaacs ultimò la scrittura di María

Figlio di un ebreo di nazionalità inglese nato in Giamaica e di una spagnola, Isaacs svolse numerose attività, tra le quali il commerciante, l'esploratore e il console a Santiago del Cile.

Issacs studiò a Cali, a Popayán, a Bogotà nei collegi dell'Espiritu Santo diretto da Lorenzo María Lleras, del San Buenaventura e del San Bartolomé.

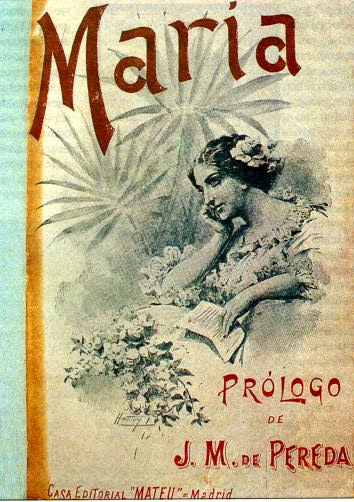
Copertina del romanzo María, con introduzione di José María de Pereda (1899)

Il suo obiettivo era laurearsi in medicina, ma non riuscì a raggiungerlo per le difficili condizioni economiche della famiglia.
Nel 1854 si oppose alla dittatura del generale José María Melo; due anni dopo sposò la quattordicenne Felisa González Umaña, con la quale avrà sette bambini.
Nel 1860 difese attivamente il governo conservatore di Mariano Ospina Rodríguez da un colpo di stato.
Durante la guerra civile fra conservatori e liberali, Isaacs fu mandato in Antioquia dove incontrò il poeta Gregorio Gutiérrez González e cominciò a scrivere poesie.
Isaacs visse in una fase storica contraddistinta da contrasti fra le forze militari e civili e partecipò a ben cinque guerre civili, quella del 1854, del 1861, del 1876, del 1880 e infine quella del 1885. Si arruolò nell'esercito anche per partecipare alla guerra del Cauca (1860).
Nel 1864 si trasferì nelle giungle insalubri di Dagua con l'incarico di sovraintendente ad un progetto stradale, e propriò lì Isaacs contrasse la malaria, che sarà la causa della sua morte prematura.
Dopo la morte del padre, Isaacs si impegnò per qualche anno nelle attività imprenditoriali della famiglia, dopodiché si trasferì a Bogotà per dedicarsi al commercio.

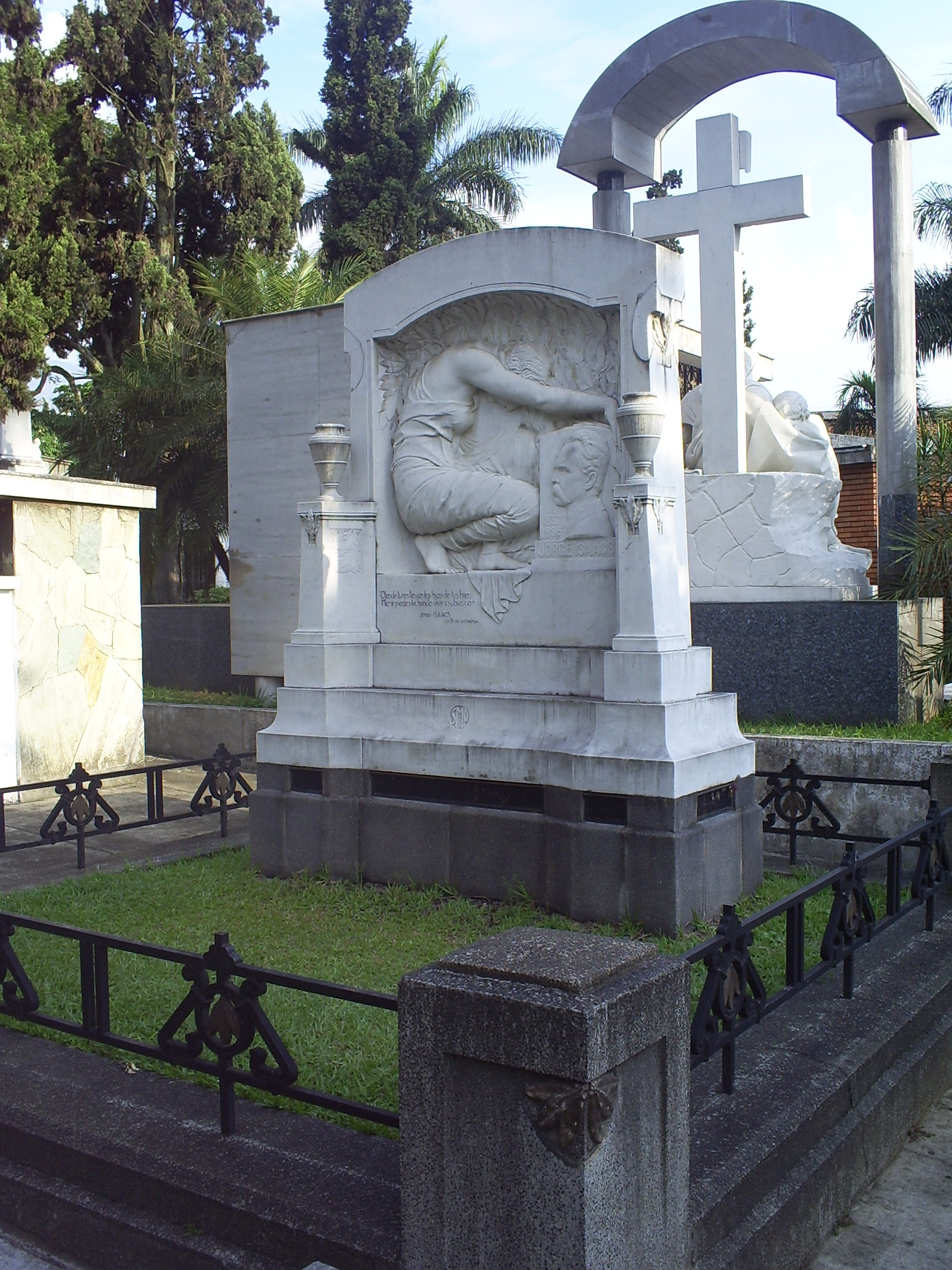
Mausoleo di Jorge Isaacs al Musée cimetière San Pedro a Medellín

Nel biennio 1871-1872 rappresentò il suo Paese nel consolato in Cile e negli anni successivi si interessò dapprima all'istruzione e all'educazione dei suoi connazionali promuovendo le scuole serali, quelle artistiche e agricole, un'istruzione laica e libera, un'educazione basata sui principi educativi del pedagogo svizzero Johann Heinrich Pestalozzi, e in un secondo tempo si impegnò nelle esplorazioni di territori inesplorati della costa atlantica, tra i quali i deserti di Aracataca, La Guajira e la regione di Cundinamarca.
Nel biennio 1883-1884 Isaacs ricoprì l'incarico di direttore dell'Istruzione pubblica dello stato di Tolima.
Isaacs si spostò sulle montagne del Sumapaz, in cui trovò depositi di carbone e due scheletri. In questa occasione Isaacs aderì alle teorie darwiniane. Nel 1884 ottenne il diritto di sfruttamento dei giacimenti di carbone.
Morì nel Ibagué 17 aprile 1895 a seguito di una ricaduta della malaria che aveva contratto nel 1864.

## Pensiero, poetica e stile
Politicamente Isaacs fu in un primo tempo conservatore e successivamente aderì al partito radical-liberale.
Esordì nella letteratura collaborando con il gruppo letterario El Mosaico e nel 1866 pubblicò un libro di poesie intitolato Poesías di stile romantico, ma il successo di critica e di pubblico lo ottenne nel 1867 con il romanzo María ispirato da Saint-Pierre (Paul et Virginie) e da Chateaubriand (Atala),
impreziosito da elementi autobiografici, dalla descrizione della natura e della società americana. L'opera romantica, composta da sessantacinque capitoli, è incentrata sull'amore profondo ma sfortunato fra i due protagonisti, María e Efraín e degli altri personaggi appartenenti a classi sociali e gruppi etnici, oltreché sulle descrizioni del paesaggio in stile realistico e sulla vita nelle piantagioni della valle del Cauca.
Isaacs si dedicò anche alla saggistica, difatti dopo un anno di esplorazioni pubblicò nel 1884 il libro Studio sulle Tribù Indigene dello Stato di Magdalena, ex provincia di Santa Marta, caratterizzato da indagini del linguaggio, delle tradizioni, della religione e dell'arte indigena.

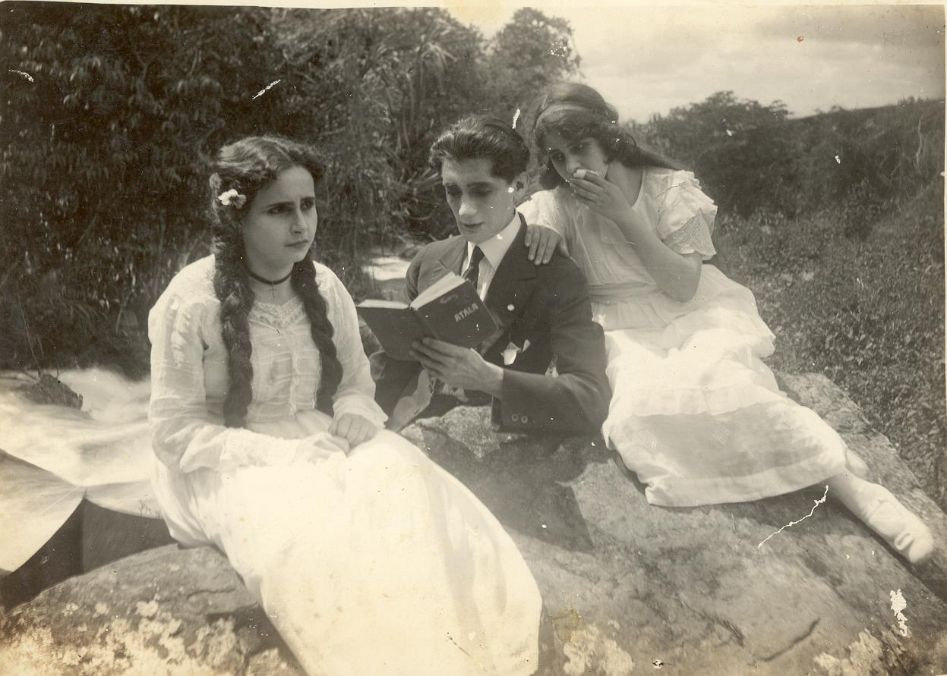
María (film) di Máximo Calvo Olmedo e Alfredo del Diestro, 1922

Una delle sue ultime poesie è La tierra de Córdoba, una lirica dedicata al popolo dell'Antioquia. Nell'ultima fase di vita Isaacs stava scrivendo una trilogia sulla storia del Grande Cauca suddivisa in tre romanzi; questo progetto rimase incompiuto. Da un punto di vista poetico, si possono distinguere due fasi in Isaacs: la prima è quella giovanile contraddistinta da freschezza e grandi entusiasmi per la natura, mentre la seconda è quella della maturità sottolineata da malinconie per le disgrazie e per i lutti.
Isaacs scrisse, durante la sua carriera, tre drammi: Amy Robsart (1859), María Adrian (1860) e Paulina Lamberti (1860). Si tratta di tre opere giovanili caratterizzate da storie d'amore tragiche, ambientate in un contesto storico europeo: il regno di Isabella d'Inghilterra per la prima, la Rivoluzione francese per la seconda e il Primo Impero francese stabilito da Napoleone Bonaparte per la terza.
Durante la sua carriera Isaacs collaborò con numerose riviste letterarie e giornali, tra i quali la testata liberale Nueva Era di Medellín.

## Isaacs nei mass media
Nel cinema il romanzo María è stato oggetto di numerose produzioni. Il primo adattamento cinematografico di Maria è stato realizzato dal messicano Rafael Bermúdez Zataraín nel 1918. Quattro anni dopo ci fu una produzione inglese diretta da Alfredo Del Diestro e Máximo Calvo Olmedo.
Numerose versioni del romanzo María sono state portate sul piccolo schermo. Nel 1972, Luis Eduardo Gutiérrez ha prodotto una serie televisiva di settantasette episodi che durano trenta minuti ciascuno. Nel 1991, RCN Televisión affidò allo scrittore colombiano Gabriel García Márquez il compito di scrivere la sceneggiatura di una soap opera di tre episodi per un totale di sei ore dall'opera di Jorge Isaacs.
| Titolo                                         | Regista                                   | Anno | Genere       | Soggetto     | Nazione           |
| ---------------------------------------------- | ----------------------------------------- | ---- | ------------ | ------------ | ----------------- |
| María                                          | Rafael Bermúdez Zataraín                  | 1918 | Fiction      | María        | Messico           |
| María                                          | Máximo Calvo Olmedo e Alfredo del Diestro | 1922 | Fiction      | María        | Colombia          |
| María                                          | Chano Urueta                              | 1938 | Fiction      | María        | Messico           |
| María (tres romances)                          | Bernardo Romero Lozano                    | 1956 | Fiction      | María        | Colombia          |
| María                                          | Enrique Grau                              | 1966 | Fiction      | María        | Colombia          |
| La María                                       | Alfonso Castro Martínez                   | 1970 | Fiction      | María        | Colombia          |
| María                                          | Tito Davison                              | 1972 | Fiction      | María        | Colombia, Messico |
| María                                          | Luis Eduardo Gutiérrez                    | 1972 | Fiction      | María        | Colombia          |
| En busca de María                              | Jorge Nieto e Luis Ospina                 | 1985 | Documentario | María        | Colombia          |
| Literatura colombiana: Jorge Isaacs - La María | Camina                                    | 1986 | Documentario | Jorge Isaacs | Colombia          |
| Jorge Isaacs : "La María"                      | Juan Fernando Gutiérrez                   | 1988 | Documentario | María        | Colombia          |
| María                                          | Lisandro Duque Naranjo                    | 1991 | Fiction      | María        | Colombia          |
| Pepe Bayona                                    | Lisandro Duque Naranjo                    | 1995 | Documentario | María        | Colombia          |
| Cuando bramó el Combeima                       | Lucero Moreno et Gabriel Beltrán          | 2000 | Documentario | Jorge Isaacs | Colombia          |
| Biografía: Jorge Isaacs                        | Astrid Muñoz Ovalle                       | 2002 | Documentario | Jorge Isaacs | Colombia          |
| Isaacs a la sombra de su obra                  | Adolfo L. Cardona                         | 2003 | Documentario | Jorge Isaacs | Colombia          |
| Fundación Patrimonio Fílmico Colombiano        |                                           |      |              |              |                   |

## Riconoscimenti
Il teatro Jorge Isaacs venne inaugurato il 26 dicembre 1931 in omaggio allo scrittore colombiano. Questo edificio neoclassico francese è stato dichiarato monumento nazionale nel 1984 e riaperto nel 1989 dopo diversi anni di abbandono.